# 黒田直邦
黒田 直邦（くろだ なおくに）は、江戸時代中期の武士、大名、老中。常陸下館藩主、上野沼田藩の初代藩主。久留里藩黒田家初代。

## 生涯
寛文6年（1666年）12月27日、旗本・中山直張（中山直守の弟）の三男に生まれる。
館林藩家老の外祖父・黒田用綱の養子となり、徳川徳松（徳川綱吉の長男）の側近として仕えた。延宝8年（1680年）、館林藩主・徳川綱吉が江戸幕府4代将軍・家綱の継嗣となったため、その子・徳松の江戸城西の丸入りに伴って幕臣となる。月俸30口を与えられたが、天和元年（1681年）3月21日に蔵米300俵取りに改められる。
天和3年（1683年）、徳松が早世すると小普請となり、後に小納戸役や小姓を登用されて、蔵米も増やされていく。貞享4年（1687年）12月18日、従五位下・豊前守に叙任される。
5代将軍・綱吉に寵愛されており、元禄9年（1696年）には7000石に加増され、元禄13年（1700年）に1万石を領して大名に列する。元禄16年（1703年）1月9日、5000石を加増されて常陸下館を居所とする（常陸下館藩主）。宝永元年（1704年）12月26日、従四位下に昇進する。宝永4年（1707年）1月9日、5000石を加増される。
宝永6年（1709年）2月21日、将軍・綱吉の死去に伴い小姓を解任される。同時に江戸城の雁の間詰めとなり、これが直邦の黒田家の家格となる。正徳2年（1712年）3月1日、初めてお国入りをする許可を得る。なお、翌正徳3年（1713年）の2度目のお国入りに際しては『暇之記』という記録を残している。
8代将軍・徳川吉宗の治世になると、享保8年（1723年）3月25日に奏者番に就任し、寺社奉行を兼任する。享保17年（1732年）3月、5000石を加増されて上野沼田藩に移封された。さらに同年7月29日には西の丸老中に就任、武蔵国内で5000石を加増され、3万石を領することになった。同年12月15日、侍従に任官する。
「学を好み、欲のない人となりの良い人」というように、名君として賞賛された。荻生徂徠の弟子であり、為政者としての心構えを説いた『老話』、『治教略論』を著わすなど、著作も多い。
享保20年（1735年）3月26日、江戸で死去。跡を養嗣子の直純が継いだ。

## 系譜
父母
- 中山直張（実父）
- 黒田用綱の娘（実母）
- 黒田用綱（養父）

正室
- 柳沢吉保の養女 ー 折井正利の娘

子女
- 繁丸（長男）
- 松平忠暁正室
- 黒田三千子（五女） ー 黒田直基正室のち黒田直純正室
- 九鬼隆寛正室
- 内藤政醇正室
- 黒田直亨（次男）

養子
- 黒田直基 ー 滝川元長の長男
- 黒田直純 ー 本多正矩の次男